# Ana María Vela Rubio
Ana Maria Vela Rubio (29 de outubro de 1901 – 15 de dezembro de 2017 (116 anos) foi uma supercentenária espanhola, que aos 116 anos e 47 dias, era a pessoa viva mais velha da Espanha, a pessoa viva mais velha da Europa e a terceira pessoa viva mais velha do mundo (depois de Nabi Tajima e Chiyo Miyako).
Ela foi a primeira pessoas espanhola a chegar as idades de 115 e 116 anos.

## Biografia
Ana nasceu em 29 de outubro de 1901 em  Puente Genil, Andaluzia, Espanha. Ela ficou órfã quando criança. Ela trabalhou como costureira na juventude. Em 1950, ela se mudou para Barcelona com o seu parceiro (com quem ela nunca se casou porque seus pais não aprovaram o relacionamento) e seus três filhos. Ela dirigiu uma loja de alimentos em Málaga enquanto criava quatro filhos.
Por volta de 1950, ela se mudou para Barcelona com seu parceiro e três de seus filhos, onde trabalhou como costureira no Sanatório de Tuberculose de Tarrasa. Em 2005, ela entrou em um lar de idosos.
Ana também foi a última súdita da Rainha Regente Maria Christina da Áustria, que reinou até a maioridade do seu filho, em 1902.
Faleceu no dia 15 de dezembro de 2017, de causas naturais, aos 116 anos e 47 dias.

## Recorde nacional
Ela tornou-se a pessoa viva mais velha da Espanha após a morte de Francisca García Torres em 25 de fevereiro de 2014, a pessoa mais velha da história da Espanha desde 6 de junho de 2016, quando superou o recorde de María Antonia Castro, que morreu em 1996 aos 114 anos e 220 dias, a mulher mais velha nascida na Espanha desde 27 de julho de 2016, quando superou o registro de Ramona Trinidad Iglesias-Jordan e também a pessoa mais velha nascida na Espanha desde 4 de abril de 2017, quando superou o recorde de Emiliano Mercado del Toro. Ela também era a terceira pessoa viva mais velha do mundo, depois de Nabi Tajima e Chiyo Miyako. Ela se tornou a pessoa viva mais velha da Europa em 15 de abril de 2017 após a morte de Emma Morano. Ela é a terceira pessoa mais velha da história da Europa depois de Jeanne Calment e Emma Morano. Em 2023, Foi superada por Maria Branyas como espanhol mais velho.